# 6·3 항쟁
6·3 항쟁(六三抗爭) 또는 6·3 시위(六三示威), 한일협상 반대 운동(韓日協商反對運動)은 1964년 6월 3일 박정희 정권의 한일협상에 반대하여 일으킨 운동이었다. 1964년 6월 3일 박정희 정부가 계엄령을 선포하여 당시 절정에 이른 한일국교정상화회담 반대 시위를 무력으로 진압하였다. 6월 3일 저녁 10시에 선포한 계엄은 7월 29일 해지되었다.

## 원인
정부가 한일 교섭을 비밀리에 추진, 조속타결하려는 움직임이 1964년 벽두부터 표면화되었다. 곧 도쿄에서 정치협상을 하겠다고 서둘렀고 2월이 되자 정부와 여당은 3월 중 대일(對日) 교섭의 기본 방침을 밀고 나가겠다는 결정을 발표하였다. 1964년 2월 22일 민정당에서는 당론으로 확정된 한일 교섭에 관한 대안(代案)을 발표했다. 박정희 정권은 일반 여론의 추세를 무시한 채 3억 달러의 청구권 보상으로 만족하면서 한국 어민들의 생명선인 '평화선'(平和線)을 일본에게 내주기로 작정하고 있었다.는 것이다. 박정희 정부가 일본과의 협상을 서두르자 재야 세력이 총궐기하여 구국의 봉화를 들어야 한다는 데 의견을 모으고 준비작업에 들어갔다.
1964년 3월 정부는 3월 5일 정부와 여당 연석회의를 열고 3월 10일부터 농상회담, 12일부터 본회담, 4월에 외상(外相)회담을 개최한다는 한일 협상 스케줄을 발표하였다. 3월 6일 민정당, 민주당, 자민당, 국민의당 등 재야의 모든 야당과 사회, 종교, 문화단체 대표 등 저명 인사 200명이 주축이 되어 '대일굴욕외교반대 범국민 투쟁위원회'를 결성하였다. 3월 9일 서울 종로예식장에서는 각계 정치인, 재야 인사 등이 모여 구국선언을 채택하고 반대투쟁에 전력으로 총궐기할 것을 다짐했다. 투쟁위원회 의장의 책임을 맡은 윤보선은 구국선언문을 낭독하였다. 장택상은 한일회담을 한·일 합방에 비유하였다. 장택상은 한·일 합방은 저들의 뜻대로 될 리가 없다.고 비판하였다.

### 서울대 단식농성과 시위의 도화선

윤보선
(6.3 시위를 독려하였다.)

5월 30일 서울대학교 문리대생들이 교정에서 자유쟁취궐기대회를 열어 한일회담 성토와 박정희 정권 성토식을 한 다음 단식농성에 들어갔다. 이는 6.3항쟁의 직접적인 계기가 되었다. 학생회장인 김덕룡(金德龍, 후일 국회의원)은 "오늘의 단식투쟁은 내일의 피의 투쟁이 될 지도 모른다"는 선언문을 낭독하고 단식농성에 들어갔다.
윤보선은 서울대 문리과 학생회장 김덕룡의 선언문을 비장한 선언문이라며 예찬하였다. 시간이 흐를수록 단식농성에 참여하는 학생들 수가 점점 늘어갔다. 무저항적인 학생들의 농성 현장에는 교수들과 시민들이 줄을 이어 찾아와 그들을 격려하고 먹을 것을 놓고 갔다. 윤보선과 함석헌은 함께 농성현장을 찾아갔다. 윤보선은 이를 두고 정치적인 목적이라기 보다는 차라리 자식 같은 학생들의 애처로움을 위로해 주기 위한 마음이 더 컸던 것이다라고 하였다. 단식하다 지쳐 쓰러진 학생들은 들것에 실려 서울대 문리대 앞에 있는 서울대 의대로 옮겨졌다. 의대생과 간호학과 학생들은 교대로 철야를 하면서 단식학생들을 보살펴주기 위해 대기하고 있었다. 현장에서 목격한 윤보선은 그들 의대생, 간호학과 학생들도 단식농성에 참여하고 있는 것이나 마찬가지였다고 보았다. 각지의 대학에서는 관을 준비하여 한일협상을 무리하게 추진하려는 박정희, 김종필에 대한 규탄성명과 민족적 민주주의 장례식, 민주적 민족주의 장례식을 열기도 했다.
그 밖에 시민사회단체와 윤보선, 장택상, 박순천 등을 중심으로 구성된 '대일굴욕외교반대투쟁위원회' 등도 시국선언문을 발표하고 한일협상 반대 또는 한일협상 조건 재수정을 요구하였다.

## 결과

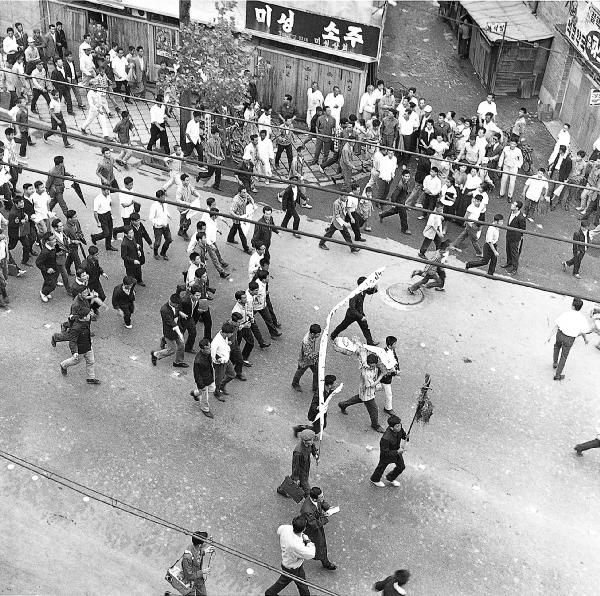
가두행진에 나서는 시위대

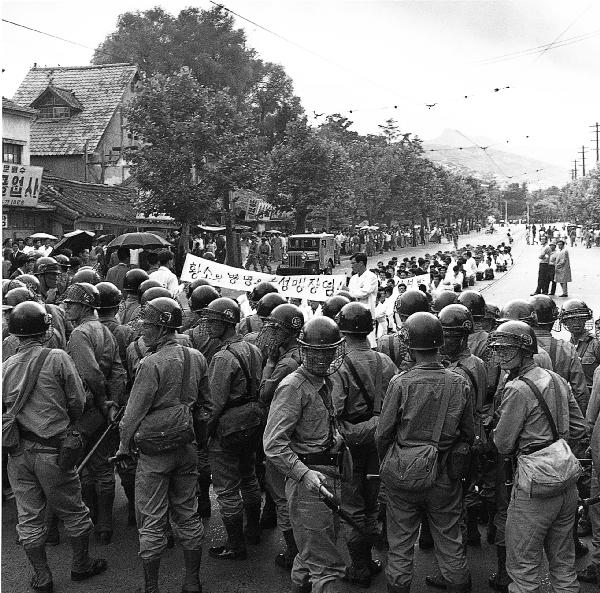
진압에 나선 경찰

서울대 문리대에서의 단식농성은 다른 학생들을 자극하였다. 서울 시내의 각 대학생들이 거리로 뛰쳐나와 박정희 정권 타도를 외치며 시위를 벌이기 시작했다. 6월 2일 고려대, 서울대 법대, 서울대 상대생 들이 가두로 진출하여 데모를 주도하자 서울의 각 대학생들이 이에 호응하여 곳곳에서 시위 항쟁이 벌어졌다. 6월초 공화당 김종필 의장이 한일국교정상화회담을 위해 일본으로 건너가자 6월 3일 정오를 기해 학생들은 거리 시위를 벌였다. 6월 3일 정오, 일제히 거리로 쏟아져 나온 서울 시내 1만 2000명의 학생들은 도처에서 경찰과 충돌, 유혈극을 벌이면서 도심으로 진출하였다. 윤보선은 이를 마치 4·19 학생의거 당시를 연상케 했다고 묘사하였다. 대학생 7~8000명이 중앙청 앞으로 몰려들면서 세종로 일대는 무질서와 혼란에 빠졌다. 중앙청 앞의 바리케이트는 이미 무너졌고 경찰은 청와대로 올라가는 통의동 앞에 저지선을 만들어놓았다.
몇몇 대학생들은 대학에서 박정희, 김종필, 민생고(民生苦) 화형식과 일본 수상 이케다 하야토(池田勇人) 화형식, 그리고 오일육(吳一陸) 피고에 대한 모의 재판을 열고 박정권을 성토하였다. 서울대학교 문리대 학생들은 6월 3일 오후 4시 경에 교문을 나섰다. 일부 학생들은 도보 이동 중 지쳤고, 지친 학생들은 들 것에 태우고 시위에 돌입했는데 맨 앞의 들 것에는 송철원이 누워 있었다. 이들은 데모 학생들과 연도(沿道) 시민들의 박수를 받으며 중앙청 앞에 도착, 데모대의 맨 앞에 섰다가 경찰의 최루탄 공세에 밀려 학교로 철수하고 말았다. 이 시위는 6.3 항쟁을 일으킨 시위의 시발점이었다.
고려대학교 총학생회장 직무대행이던 법대 학생회장 김재하를 위원장으로, 부위원장 이경우(법대), 박정훈(정경대), 이명박(상대) 등의 주도하에 , 연세대, 서울대생과 함께 서울 18개 대학 1만5천여 명 등 총 3만 명 가량이 거리로 몰려나와 격렬한 시위를 벌이고 국회의사당을 점령하기까지 했다. 학생들의 데모가 격렬해지자 박정희 정권은 6월 3일 밤 9시 40분에 선포하기로 한 계엄령을 오후 8시로 소급하여 서울시 전역에 대해 계엄령을 선포하였다.

### 계엄령 선포 이후로 대학 휴교와 언론 탄압
윤보선, 장택상, 유진오, 장준하 등에 의해 주도되는 한일 굴욕외교 반대 투쟁위원회는 학생들의 한일회담 반대투쟁을 지원, 고무, 독려하였다. 박정희 정부는 인혁당이 한일협정 반대 이슈를 선동하여 배후 조종함으로써 대한민국 정부 전복을 기도한 반란 사건으로 규정하고, 6월 3일 오후 6시 30분 비상계엄령을 선포하고 시위 금지와 진압, 언론검열, 대학휴교 등 주동자 검거에 돌입했으며, 이 조치로 시위의 주동인물과 배후세력으로 지목된 학생과 정치인, 언론인 등 1천120명이 검거되고 이명박, 이재오, 손학규, 김덕룡, 현승일, 이경우 등 348명은 내란 및 소요죄로 서대문 형무소에서 6개월간 복역하게 된다. 고려대학교 상과대학 학생회장이던 이명박은 이명백으로 이름이 잘못 알려져 위기를 모면할 수 있었다. 그러나 집안까지 경찰이 침투하고 수사망이 좁혀 오자 스스로 자수하게 된다.
박정희는 방송담화를 통해 6.3 시위를 "야당 정치인들의 선동이며 학생들은 학교로 돌아가 공부에 매진해 달라"고 하였다. 그러자 윤보선은 "난국의 타개를 위해서는 무엇보다 정치철학이 요구된다. 정국혼란이 일부의 정치인, 언론, 학생에게 그 책임이 있다고 할 정도로 박정희씨는 판단능력이 흐리고 정치철학이 없었던 것일까? 그의 발언은 대다수 식자층을 비롯한 애국 국민들에게 너무나 심각한 충격을 주었다"고 반박하였다.
6월 6일 계엄령이 선포한지 3일 뒤, 무장군인들이 심야에 학생들에게 호의적이던 동아일보사에 침입하여 위협 공갈한 사건이 발생했다. 이는 당시 동아일보가 친민주당, 친신민당계 언론이었다는 점 때문이었다. 윤보선은 이를 두고 '언론에 대한 중대한 도전이요, 탄압이며 나아가 언론 그 자체를 말살하려는 독재의 극치'라고 비난하였다. 서울 시내에 경찰과 계엄군이 투입되어 7월 28일 시위는 진압되었고 이튿날인 29일 계엄령은 해제되었다.

## 평가
한편 강원용 목사의 경우, 미국이 박정희정권을 붕괴시키기 위해 6·3 항쟁을 더욱 부채질하고 확산시켰다는 의혹을 제기하기도 했다.

## 참고 자료
- 6.3 사태 고려대 주동자 계보도1 - 연합뉴스
- 6.3 사태 고려대 주동자 계보도2 - 연합뉴스
- 이명박 전 시장, 6·3세대 세 결집 본격화 - 동아일보[깨진 링크(과거 내용 찾기)]
- MB의 착잡한 ‘6·3’- 문화일보
- 아슬아슬했던 이명박의 사진 - 오마이뉴스
- 이명박 시대 파워 엘리트 - 매일경제정치부 저, 매일경제신문사 발행
- 6.3 학생운동사 - 6·3 동지회, 역사비평사 발행

## 같이 보기
- 한일기본조약
- 한일회담
- 김홍일
- 이재오
- 김영삼
- 김동길
- 장택상
- 장준하
- 윤보선
- 이범석
- 함석헌
- 강원룡
- 이명박
- 김덕룡
- 손학규
- 현승일
- 송철원